# Дабуа
Дабуа (фр. Daboua) — деревня и супрефектура в Чаде, расположенная на территории региона Лак. Входит в состав департамента Мамди.

## Географическое положение
Деревня находится в западной части Чада, к северу от озера Чад, на высоте 284 метра над уровнем моря.
Населённый пункт расположен на расстоянии приблизительно 293 километров к северо-западу от столицы страны Нджамены

## Население
По данным официальной переписи 2009 года численность населения Дабуа составляла 15 454 человека (8126 мужчин и 7328 женщин). Население супрефектуры по возрастному диапазону распределилось следующим образом: 51,2 % — жители младше 15 лет, 45,4 % — между 15 и 59 годами и 3,4 % — в возрасте 60 лет и старше.

## Транспорт
Ближайший аэропорт расположен в городе Нгигми (Нигер).